# Haut conseil des professions paramédicales
Le Haut conseil des professions paramédicales (HCPP) français est institué par un décret du 15 mai 2007. Il est une instance de réflexion pour les professionnels paramédicaux. Il est chargé de promouvoir une réflexion interprofessionnelle sur les conditions d'exercice des professions paramédicales et sur l'évolution des métiers.

## Historique
La création du HCPP résulte du rapport d'Édouard Couty, remis au ministre de la santé et des solidarités 30 mars 2006. E. Couty préconise la création de deux instances : un ordre infirmier et le Haut conseil. Il justifie la création du Haut conseil par la nécessaire prise en charge des sujets transversaux communs à l’ensemble des professions paramédicales. Le haut Conseil remplace le Conseil supérieur des professions paramédicales (CSPP) qui avait été créé le 14 septembre 1973.
C'est un décret du 15 mai 2007 qui crée le Haut Conseil mais l'arrêté de nomination des membres est du 7 juillet 2008. La mise en place du Haut Conseil est faite le 10 septembre 2008. Edouard Couty en est le premier président.

## Missions
Placé auprès du ministre de la Santé, de la Jeunesse et des Sports, le Haut Conseil dispose de missions  définies dans le code de la santé publique :
promouvoir une réflexion interprofessionnelle sur les conditions d'exercice des professions paramédicales, l'évolution de leurs métiers, la coopération entre les professionnels de santé et la répartition de leurs compétences ; la formation et les diplômes ; la place des professions paramédicales dans le système de santé ; le Haut conseil participe, en coordination avec la Haute Autorité de Santé, à la diffusion des recommandations de bonne pratique et à la promotion de l'évaluation des pratiques des professions paramédicales.

## Composition
La composition permet de connaître ce qui est entendu par professions paramédicales.
Le HCPP est constitué des syndicats représentatifs de la fonction publique hospitalière, des syndicats professionnels reconnus représentatifs, selon la répartition suivante: deux pour les infirmiers, deux pour les masseurs- kinésithérapeutes, un pour chacune des autres professions d'auxiliaires médicaux (orthophoniste, orthoptiste, pédicure-podologue); des fédérations d'employeurs d'établissements de santé publics et privés : un représentant pour chacune des autres professions paramédicales: ergothérapeute, psychomotricien, manipulateur d'électroradiologie médicale, audioprothésiste, opticien lunetier, prothésiste et orthésiste, diététicien, technicien de laboratoire, infirmier anesthésiste, infirmier de bloc opératoire et puéricultrice, aide-soignante, auxiliaire de puériculture... Peuvent également assister au réunions pour les sujets les concernant des représentants des médecins généralistes (deux), des spécialistes libéraux (deux), des praticiens hospitaliers (deux).
Le président du Haut Conseil est nommé par arrêté du ministre chargé de la Santé pour trois ans.